# 正接定理
三角法における正接定理（せいせつていり）とは、三角形の2つの角と2つの辺の関係を示した定理である。

## 公式
図1 において以下の式が成り立つ。
{\displaystyle {\frac {a-b}{a+b}}={\frac {\tan {\dfrac {\alpha -\beta }{2}}}{\tan {\dfrac {\alpha +\beta }{2}}}}.}

図1：α, β, γ の3つの角と a, b, c の3辺を持つ三角形

正接定理は正弦定理や余弦定理ほど一般的ではないが、三角形の2つの角と2辺の長さのうちどれか1つが不明の場合は正弦定理の代わりにこの定理を使用しても残りの値を出すことができる。

## 証明
この定理の証明は、正弦定理から始まる。すなわち、
{\displaystyle {\frac {a}{\sin \alpha }}={\frac {b}{\sin \beta }}}
から
{\displaystyle {\frac {a}{b}}={\frac {\sin \alpha }{\sin \beta }}}
が得られ、これに比例式における合除比の理 (Componendo and Dividendo Theorems) を適用すると、
{\displaystyle {\frac {a-b}{a+b}}={\frac {\sin \alpha -\sin \beta }{\sin \alpha +\sin \beta }}}
が成立する。
ここで、以下の和積公式を使用する。
{\displaystyle \sin {\alpha }\pm \sin {\beta }=2\sin {\frac {\alpha \pm \beta }{2}}\cos {\frac {\alpha \mp \beta }{2}}}
最終的に以下のようになる。
{\displaystyle {\frac {a-b}{a+b}}={\frac {2\sin {\dfrac {\alpha -\beta }{2}}\cos {\dfrac {\alpha +\beta }{2}}}{2\sin {\dfrac {\alpha +\beta }{2}}\cos {\dfrac {\alpha -\beta }{2}}}}={\frac {\tan {\dfrac {\alpha -\beta }{2}}}{\tan {\dfrac {\alpha +\beta }{2}}}}.\qquad \blacksquare }

## 球面三角法の正接定理

球面三角形

球面上の三角形における正接定理は、13世紀にナスィールッディーン・トゥースィーが著書 Treatise on the Quadrilateral で言及している。
球面三角法の正弦定理：
{\displaystyle {\frac {\sin a}{\sin \alpha }}={\frac {\sin b}{\sin \beta }}}
から、前節の過程を同様に辿ることにより、球面三角法の正接定理：
{\displaystyle {\frac {\tan {\dfrac {a-b}{2}}}{\tan {\dfrac {a+b}{2}}}}={\frac {\tan {\dfrac {\alpha -\beta }{2}}}{\tan {\dfrac {\alpha +\beta }{2}}}}}
が得られる。

## 応用
正接定理は、三角形の2辺 a, b とその間の角 {\displaystyle \gamma } が与えられているときに他の辺と角の値を求めるために使用できる。{\displaystyle \tan {\dfrac {\alpha -\beta }{2}}={\frac {a-b}{a+b}}\tan {\dfrac {\alpha +\beta }{2}}={\frac {a-b}{a+b}}\cot {\dfrac {\gamma }{2}}} より {\displaystyle \alpha -\beta } を求めることができ、{\displaystyle \alpha +\beta =180^{\circ }-\gamma } も分かるので角の値を求めることができる。残った辺 c の値は正弦定理などで出すことができる。余弦定理を使用して {\displaystyle c={\sqrt {a^{2}+b^{2}-2ab\cos \gamma }}} とすることもできるが、コンピューターで計算する場合には {\displaystyle \gamma } が0に近く {\displaystyle a} と {\displaystyle b} もほぼ等しいときに桁落ちの危険性があるため正接定理のほうが都合がよい。